# Sven Söderlund
Sven Söderlund, född 25 november 1844 i Sunne, död 1 november 1919, var från 1871 och ännu 1904 skollärare i Kristinehamn, där han på 1870- och 1880-talen också undervisade i sång vid missionsskolan i Kristinehamn. "En god vän" till Frälsningsarmén under pionjärtiden. Han har även komponerat en sång. Vid folkräkningen 1890 var han änkeman med fem barn.

## Sånger
- Jag behöver dig, o Jesus, dig som har mig återlöst